# Мілена
Мілена (італ. Milena, сиц. Milocca) — муніципалітет в Італії, у регіоні Сицилія,  провінція Кальтаніссетта.
Мілена розташована на відстані близько 510 км на південь від Рима, 80 км на південний схід від Палермо, 30 км на захід від Кальтаніссетти.
Населення — 3039 осіб (2014).
Щорічний фестиваль відбувається 19 березня. Покровитель — San Giuseppe.

## Демографія
Населення за роками:

Станом на 1 січня 2023 року в муніципалітеті офіційно проживало 69 іноземців з 19 країн, серед них 17 громадян країн Євросоюзу.

## Сусідні муніципалітети
- Бомпенсьєре
- Кампофранко
- Гротте
- Ракальмуто
- Сутера